# Mammillaria deherdtiana
Mammillaria deherdtiana (укр. Мамілярія де Хердта, Мамілярія дехердтіана) — сукулентна рослина з роду мамілярія родини кактусових.

## Етимологія
Вид названий на честь Сиріла де Хердта, власника великої оранжереї в Бельгії.

## Ареал
Ареал зростання цього виду — Мексика, штат Оахака, де він є ендемічним росте на безплідному кам'янистому ґрунті по дорозі з Оахака-де-Хуарес до Техуантепека. Ця рослина в природі одиночна, росте на непоказних височинах і пагорбах, кактуси практично невидимі, якщо не цвітуть, тому що добре змішуються з білуватою, скелястою місцевістю. Зустічається в ялицевих і соснових лісах в скелястих районах.

## Морфологічний опис
У культурі безладно дає пагони, навколо основи і з боків стебла, через 8-10 років, при вмілому догляді, виростає десяток безладно розташованих голів, одиночні рослини приблизно 5 см в діаметрі.
| Орган              | Опис |
| Коріння            | |
| Стебло             | здавлено-кулясте, до 2,5 см заввишки, 5 см в діаметрі. |
| Епідерміс          | |
| Маміли             | конічні. |
| Ареоли             | |
| Аксили             | з невеликою кількістю пуху або голі. |
| Центральні колючки | 1-6, іноді відсутні, тонкі, голчасті, майже вертикально підняті, від червонувато-коричневих до жовтих, 3-7 мм завдовжки, трохи товщі ніж радіальні колючки.                                            |
| Радіальні колючки  | 20-36, тонкі, голчасті, трохи зігнуті, спочатку жовті, пізніше яскраво-блискуче-білі, іноді з червонувато-коричневими кінцями, від 3 до 6 мм завдовжки (за описом Андерсона від 3 до 20 мм завдовжки). |
| Квіти              | великі, довгі, воронкоподібні, яскраво-рожево-фіолетові, до 50 мм в діаметрі, квіткова трубка явна, довга, до 20 мм завдовжки, рильця маточки білі.                                                    |
| Бутони             | |
| Зовнішні пелюстки  | |
| Внутрішні пелюстки | |
| Тичинки            | |
| Маточка            | |
| Плоди              | кулясті, 3-4 см в діаметрі, що знаходяться під колючками і наполовину занурені в основу, блідо-зеленого відтінку.                                                                                      |
| Насіння            | від темно-коричневих до чорних. |

## Підвиди
Визнано два підвиди Mammillaria deherdtiana:
- Mammillaria deherdtiana subsp. deherdtiana

Має 8-13 спіралей маміл.

Радіальних колючок — 33-36, лише 3-6 мм завдовжки.
- Mammillaria deherdtiana subsp. dodsonii

Стебло — до 3 см заввишки, в діаметрі 4 см.

Аксили — голі.

Має тільки 5-8 спіралей маміл.

Радіальних колючок — 20-21, до 20 мм завдовжки, самі нижня — найдовші, до 18 мм завдовжки, голчасті, склоподібне-білі.

Центральних колючок — від 3 до 5, від 10 до 20 мм завдовжки, червонясто-коричневі, товщі ніж радіальні, прямі або трохи згинаються.

Квіти — великі, 4 см завдовжки, пурпурні, з пурпуровими приймочками.

Плоди — наполовину занурені в основу стебла, поблизу основи туберкул.

Насіння — чорні.

Ареал зростання — Мексика — Оахака, Серро-де-Сан-Феліпе дель Агуа, північ міста Оахака — в тріщинах гірської породи серед мохів і папороті. Так само зустрічається неподалік від Беніто Хуарес, Сьєрра-де-Хуарес, на висоті 3 100 метрів над рівнем моря.

## Охоронні заходи
Mammillaria deherdtiana входить до Червоного Списку Міжнародного Союзу Охорони Природи уразливих видів (VU).
Цей вид має дуже обмежений ареал, площею менше 20 000 км², його популяція сильно фрагментована, і кожна субпопуляція складається менш ніж зі 100 рослин. Існує триваюче зниження якості середовища проживання і кількості статевозрілих особин в зв'язку зі зміною використання середовища проживання для випасу худоби. Знищується пожежами, спеціально влаштованими, щоб звільнити місце для пасовищ. Страждає також від незаконного збирання для продажу як декоративних рослин, але в меншій мірі. Мешкає, як мінімум, на одній природоохоронній території — національний парк Сан-Феліпе. У Мексиці два підвиди цього кактуса занесені до національного переліку видів, що перебувають під загрозою зникнення, де вони входять до категорій «Спеціальний захист» (Mammillaria dehertiana subsp. dehertiana) та «Під загрозою» (Mammillaria dehertiana subsp. dodsonii).
Охороняється Конвенцією про міжнародну торгівлю видами дикої фауни і флори, що перебувають під загрозою зникнення (CITES).